# 江川路站
江川路站，前称闵行站，位于中华人民共和国上海市闵行区江川路街道沪闵路与江川路交叉口，是上海地铁5号线的地铁车站，2018年12月30日开放。

## 结构
江川路站沿沪闵路布置，与闵浦二桥合建，上跨江川路/江川东路，为桥上高架三层侧式站台车站，高架二层为站厅层，两个站厅在付费区层面不相通，高架三层为站台层。有4个出入口。

### 车站楼层
| 地上三层 | 侧式站台，右侧开门 | 侧式站台，右侧开门               | 侧式站台，右侧开门 | 侧式站台，右侧开门 |
|          | ①站台              | █ 5号线 往莘庄（东川路）         |                    |                    |
|          | ②站台              | █ 5号线 往奉贤新城（西渡）       |                    |                    |
|          | 侧式站台，右侧开门 |                                  |                    |                    |
| 地上二层 | 站厅               | 票务服务、自动售票机、人工服务台 |                    |                    |
| 地面层   | 出入口             | 1-4出入口                        |                    |                    |

- 江川路站開建前的预留结构（2011年4月）
- 江川路站3号口及南站房
- 往奉贤新城站方向站台
- 往莘庄站方向站台

## 車站出口
江川路站共有4个出口，由于车站被江川路分割为互不连通的南北两个站厅，车站1、4出入口与2、3出入口在站厅层互不相通，各出入口如下所示：
| 出口编号            | 出口指示       | 照片       |
| 连通北站厅          | 连通北站厅     | 连通北站厅 |
| ------------------- | -------------- | ---------- |
| 1 · 出口 · （设有） | 沪闵路，江川路 |            |
| 4 · 出口            | 沪闵路，江川路 |            |
| 连通南站厅          |                |            |
| 2 · 出口            | 沪闵路，江川路 |            |
| 3 · 出口 · （设有） | 江川路，沪闵路 |            |
| 图例： 设有         |                |            |